# ACT II
《ACT II》는 2005년 2월 22일 발매된 TOKIO의 9번째 정규 앨범이다.

## 설명
- 전작의 앨범 《glider》이래로 약 2년만의 발매된 정규 앨범. 그러나, 이 앨범 발매보다 약 5개월전에 리메이크 앨범(일본에서는 커버 앨범이라고 표현) 《TOK10》가 발매되어서 연달아 앨범 발매하였다.
- 싱글곡은 오리콘 1위를 기록한 《AMBITIOUS JAPAN!》을 필두로 6곡이 수록되고 있다. 또, TOKIO 출연 버라이어티 〈더!철완!DASH!!〉의의 코너의 테마 송인, 일본 가수 SHOGUN의 가 自分のために가 리메이크 되었다.
- 멤버 죠시마 시게루 작사 작곡인 〈必要と思われる箇所にピリオドを打て(制限時間4分10秒)〉은 북클릿의 가사에서는 영어로 쓰여져 있지만, 일본인들이 영어 발음을 기준으로 쓴 사실 일본어 곡이다.

## 수록곡
1. Cm - 4:51
2. WATER LIGHT - 3:59
3. VALE-TUDO - 4:16
4. AMBITIOUS JAPAN! - 4:01
5. for you - 3:51
6. ALIVE-LIFE - 4:25
7. トランジスタGガール - 4:02
8. 必要と思われる箇所にピリオドを打て(制限時間4分10秒) - 4:10
9. Hummingbird - 4:43
10. ラブラブ♥マンハッタン - 5:25
11. 男達のメロディー - 4:04
12. PARKING - 3:53
13. 自分のために- 4:05
14. Sunset.Sunrise - 4:47